# Landsverk L–60
A Landsverk L–60 svéd könnyű harckocsi a Landsverk Művek kisharckocsi-sorozatából, amelyhez az M–21 és L-10 típusok is tartoznak. Hadtörténeti, hadászati jelentősége csekély, a második világháborúban nem került bevetésre. A Magyar Honvédség a licencét megvásárolva, kisebb változtatásokkal szintén gyártotta 38M Toldi I néven.

## Története
Az első könnyű tankot az 1930-as években fejlesztette ki egy német mérnök, Joseph Vollmer Landsverk L–10 (Stridsvagn m/31) néven. Vollmer korábban az első német tank, az A7V tervezésében is részt vett, ezért tapasztalt szakembernek számított e téren. Nem kevesebb, mint tíz variánst is teszteltek, mire az első prototípus megépült. Az első példányok 1936-ban készültek az AB Landsverk gyárban Oberhausenben L-60 típusjelzéssel. Az első példányok fegyverzete egy 20 mm-es gépágyúból és egy géppuskából állt, amely hasonló volt a német Panzerkampfwagen II könnyű harckocsi fegyverrendszeréhez. A típus licencét a Magyar Honvédség 1937-ben megvásárolta, 1939-től kisebb módosításokkal 38M Toldi I néven gyártották a MÁVAG gyárában. A 215 darab L-60 szolgált a második világháború alatt a svéd fegyveres erőknél 219 m/41 és 282 m/42 közepes tankok mellett. A járművet számos országba exportálták, köztük az ír hadsereg számára is 2 darabot, ahol 1960-ig szolgáltak a Vickers D modellekkel. A típus továbbfejlesztett változatai a Stridsvagn m/40 (m/40 Strv) és Luftvärnskanonvagn L–62 Anti II páncélosok. Svédország 1960-ban a Dominikai Köztársaságnak is adott el modernizált L-60-asokat, amelyek részt vettek a Dominikai polgárháborúban (1965 április). A fennmaradó tizenkét darabot később korszerűsítették az amerikai szabványoknak megfelelően és 2002-ig szolgáltak.

## Gyártási változatok

### L-60 (38m Toldi)
A 20 mm-es gépágyú helyett egy 25 mm-es Bofors gépágyút kapott. Nem adtak neki külön jelet.

### L-60 S/L
Alapból megegyezett a korábbi modellekkel, de a tömege 8,5 t-ra „hízott”. A Svéd Fegyveres Erők Stridsvagen M/38 néven rendszeresítették.

### L-60 S/II (Stridsvagen II/39)
Tornyát áttervezték, amibe egy 39 mm-es Bofors löveget helyeztek el. Egy helyett két géppuskát hordozott. A német motort egy kisebb teljesítményű, de svéd gyártású 142 lóerős benzinmotorra cserélték. A második világháború alatt ennek a változatnak a lövegpajzsát rátét páncélzattal 50 mm-re növelték.

### L-60 S/lll (Stridsvagen M/40L)
A jármű testét 10 cm-rel megnövelték, módosították a tornyát és a frontpáncélzatot rátét páncélzattal 50 mm-re növelték, így a tömege 9,4 t-ra nőtt.

### L-60 S/ IV (Landsverk Terro)
A típus csak papíron létezett.

### L-60 S/V (Stridsvagen M/40K)
A típust már eleve 50 mm-es páncélzattal gyártották, így a tömege 10,9 t-ra nőtt. Ezt a „súlynövekedést” egy 160 lóerős motorral ellensúlyozták.

## Technika

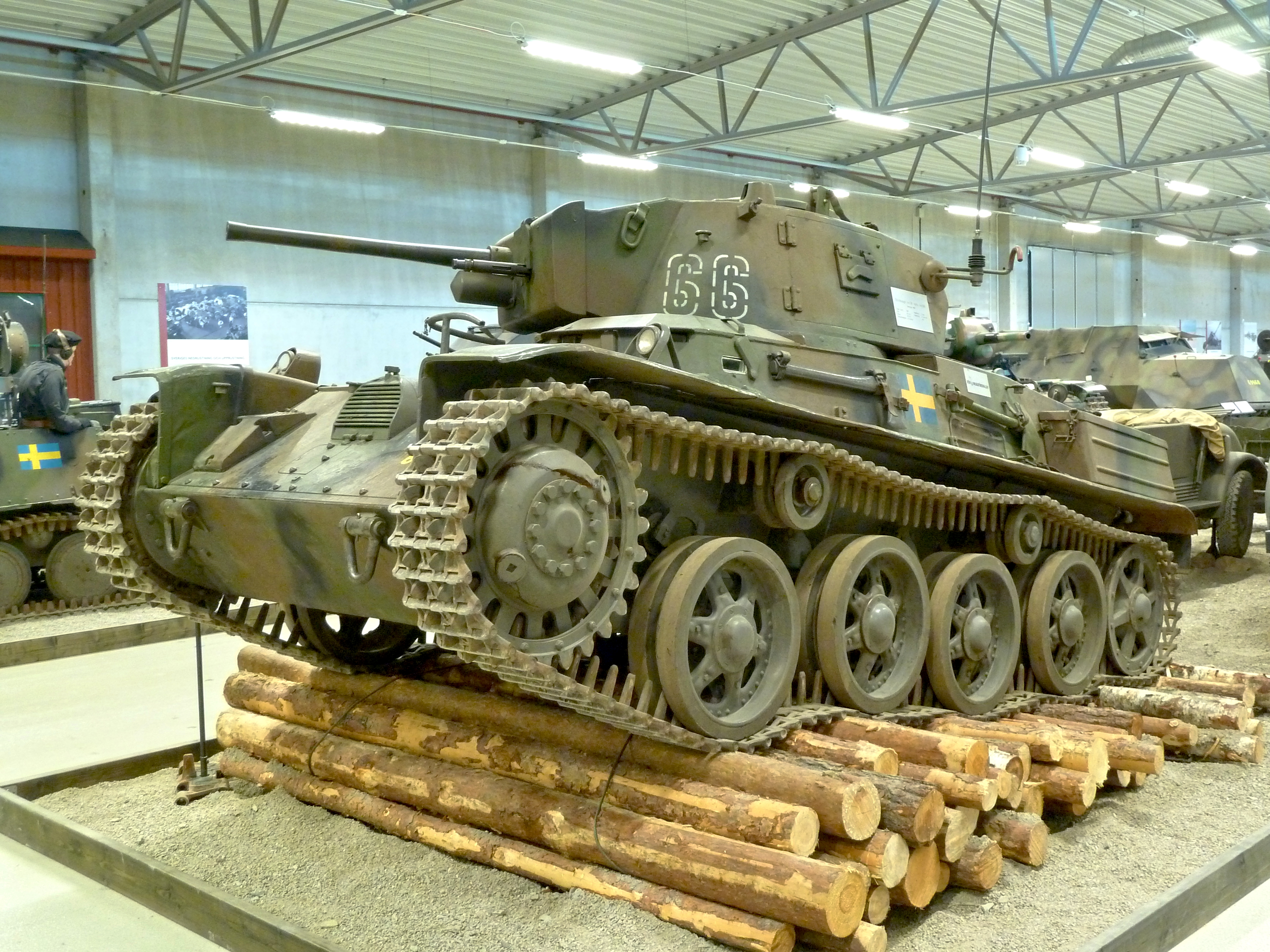
A Stridsvagn m/38 változat közelről

A Stridvagn m/34 (L-60) volt az első tank, amelyet torziós rudas felfüggesztési rendszerrel láttak el. Ezt találmányt Ferdinand Porsche fejlesztette ki, amely sokkal simább haladást eredményezett, hatékonyabban nyelte el a terep egyenetlenségeit mint a régi laprugók, ugyanakkor megbízhatóbbnak bizonyult a Chistie-féle rendszernél. A futómű egy nagyobb első meghajtó lánckerékkel, négy megduplázott szabadonfutó láncvezető és egy azonos átmérőjű láncfeszítő kerékkel valamint két visszatérő futógörgővel rendelkezett.

## Felépítése
Oldalanként négy nagy futógörgőn elhelyezett önhordó alváz jellemzi, amelyben a futók páronként egy könyök-lengőkarra voltak erősítve. Rugózása csillapított spirálrugós. Kormányzása nem botkormánnyal, hanem kormánykerékkel történt, a kormánymű kúpkerekeken keresztül csatlakozott a hajtáshoz. Ez a megoldás nem tette lehetővé, hogy az egyik lánctalpat teljesen megállítsák, ezért helyben fordulásra nem képes.

## Technikai adatai
- Mászóképesség: 40°
- Árokáthidaló képesség: 1,75 m
- Lépcsőmászó képesség: 0,7 m
- Gázlóképesség: 1,0 m

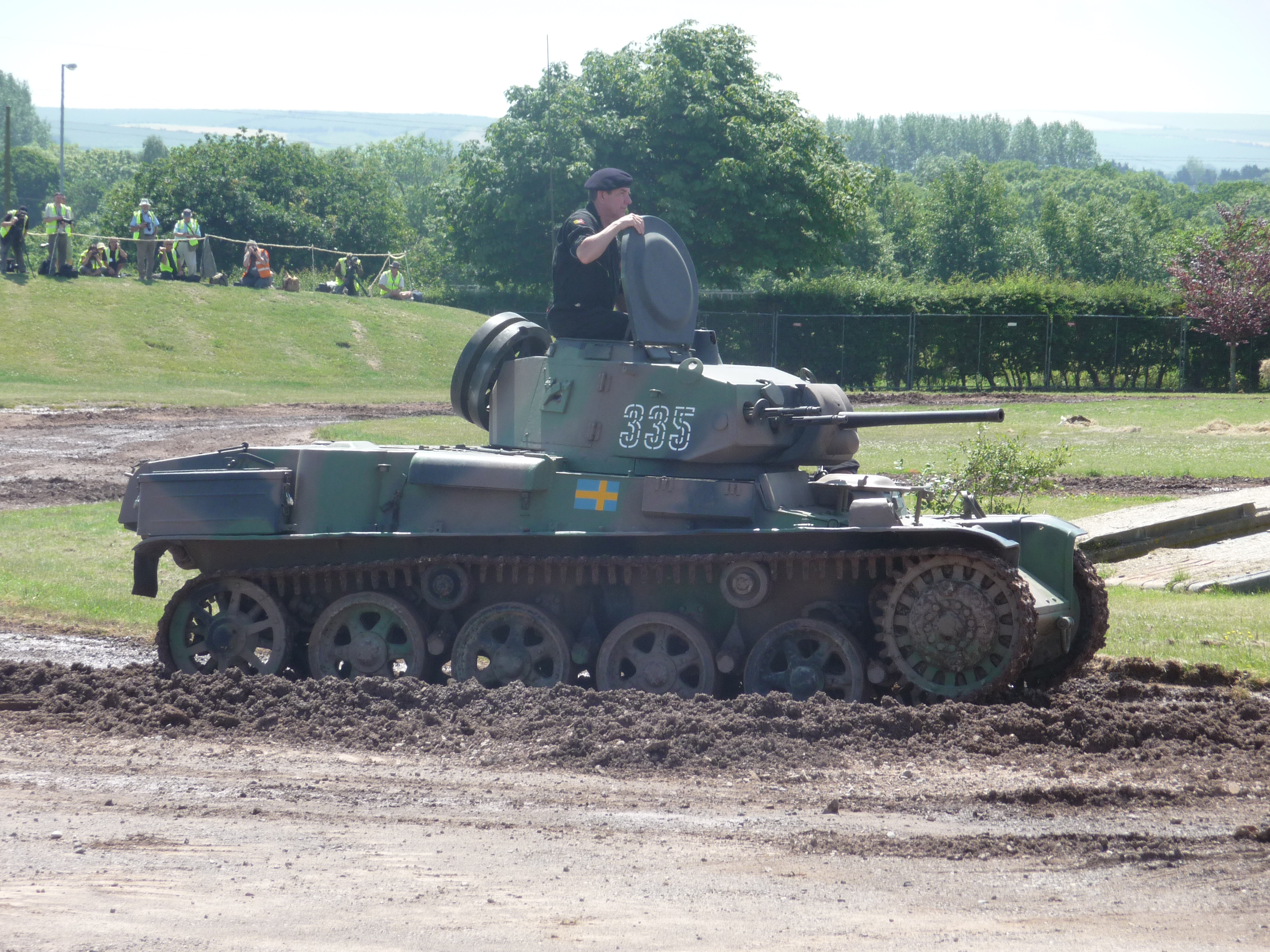
A Stridsvagn m/40L változat távolról

- Lőszerjavadalmazás: 300 db gépágyú lőszer és 3000 db GPU lőszer
- Hasmagasság: 0,35 m
- Üzemanyagtartály: 250 l
- Fordulókör: 8 m
- Fajlagos talajnyomás: 0,52 kp/cm²
- Üzemanyag-fogyasztás l/100 km úton/terepen: 100/110

## További források
- Stridsvagn m/38, m/39 & m/40 L-60. Tank Encyclopedia. (Hozzáférés: 2013. október 2.)